# Amydrium sinense
Amydrium sinense — квіткова рослина з роду Amydrium родини ароїдних.

## Розповсюдження
Його рідний ареал — від Південного Китаю до Північного В'єтнаму.